# Peleteria carnata
Peleteria carnata là một loài ruồi trong họ Tachinidae.